# Watermoccasinslang
De watermoccasinslang (Agkistrodon piscivorus) is een slang uit de familie adders (Viperidae).

## Naam en indeling
De wetenschappelijke naam van de soort werd voor het eerst voorgesteld door Bernard Germain de Lacépède in 1789. Oorspronkelijk werd de wetenschappelijke naam Crotalus piscivorus gebruikt en later werd de slang aan de geslachten Trigonocephalus en Toxicophis toegekend, die beide niet meer worden erkend. Vroeger werden verschillende ondersoorten erkend maar dit wordt beschouwd als verouderd. De voormalige ondersoort Agkistrodon piscivorus conanti wordt tegenwoordig als een aparte soort gezien; Agkistrodon conanti.
De soortaanduiding piscivorus betekent vrij vertaald 'visetend'.

## Uiterlijke kenmerken
De slang bereikt een lichaamslengte van ongeveer 75 tot 120 centimeter, uitschieters kunnen tot bijna 1,9 meter lang worden. De kop is duidelijk te onderscheiden van het lichaam door de aanwezigheid van een insnoering. Het lichaam wordt zeer dik, met name bij oudere dieren. De kleur is bruin, met grote donkerbruine, zwartomrande vlekken over het hele lijf die verschuiven en zo een markante tekening geven. Er komen ook exemplaren voor met meerdere vlekkenrijen. De kop is geheel bruin tot roestbruin, evenals een deel van de nek en de staart loopt erg spits af. De staartpunt is bij de jonge dieren geel tot rood, ze gebruiken de staartpunt om voedsel mee te vangen.

## Gedrag
Bij de jacht wordt gebruikgemaakt van zogenaamde warmtereceptoren, die infrarode straling kunnen opvangen. De slangen eten voornamelijk vis (piscivoor = visetend), maar ook wel kleine zoogdieren, insecten, vogels, kleine krokodillen en andere slangen worden gegeten. Prooien zoals kikkers worden door juvenielen gelokt doordat de slang zich oprolt en heel stil blijft liggen. De opvallende, roze tot gele staartpunt wordt echter omhoog gestoken, en heen en weer gekronkeld, alsof het een worm is. Als een prooi geïnteresseerd is en de worm op wil eten, slaat de slang toe en de maaltijd is binnen. Deze vangmethode lijkt wel wat op die van de bijtschildpad (Chelydra serpentina), maar deze doet het trucje onder water en met vissen. Oudere dieren verliezen deze verkleuring en stoppen ook met de vangmethode. Ze vangen hun prooi door op de oever in een hinderlaag te liggen en deze uit het water te vissen.
De watermoccasinslang lijkt sterk op sommige waterbewonende slangen uit het geslacht Nerodia, maar is in tegenstelling tot deze onschuldige slangen zeer giftig en kan dodelijke beten toebrengen. Als de slang in een dreighouding zit, kronkelt de staart onrustig boven het dier en de kop staat naar voren, met de bek dreigend geopend waarbij de witte binnenzijde van de mond zichtbaar wordt. Hieraan is de Engelse naam 'cotton mouth' (katoenbek) te danken.

## Verspreiding en habitat
De watermocassinslang komt voor in delen van Noord-Amerika en leeft endemisch in de Verenigde Staten, voornamelijk in het zuidoosten van het land. De slang is aangetroffen in de staten Texas, Oklahoma, Missouri, Arkansas, Louisiana, Mississippi, Kansas, Alabama, Georgia, Florida, South Carolina, North Carolina, Tennessee, Kentucky, Illinois, Indiana en Virginia.
De habitat bestaat uit beboste omgevingen met open plekken, en meestal bij water in de buurt vanwege de voorkeur voor vis. Het is geen klimmende soort, maar de slang kruipt over de grond, alleen als gerust wordt doet hij dat soms in een boomkruin. De watermocassinslang is eierlevendbarend, de jongen worden niet in een ei geboren maar komen levend ter wereld. Er worden meestal vijf tot negen jongen per jaar afgezet, dit kan oplopen naar 16.

## Beschermingsstatus
Door de internationale natuurbeschermingsorganisatie IUCN is de beschermingsstatus 'veilig' toegewezen (Least Concern of LC).